# Бог простит… Я — нет!
«Бог простит… Я — нет!» (итал. Dio perdona… io no!) — итальянский кинофильм 1967 года в жанре спагетти-вестерна.

## Сюжет
По дороге из Эль-Пасо ограблен поезд. Налётчики забрали 300 тысяч долларов, убив всех пассажиров. На поиски денег отправляется сыщик страховой компании Хатч со своим знакомым Кэтом Стивенсом.
После недолгих размышлений они приходят к единому мнению: налёт на поезд мог совершить только один человек — Билл Сан-Антонио. Проблема в том, что Кэт убил Билла ещё за 10 месяцев до этого. Тем не менее, следы преступления указывают совершенно отчетливо на работу Билла…

## Факты
Фильм стал первым из 15 совместных проектов актёрского дуэта Спенсер — Хилл.
Во время съёмок этого фильма ни тот, ни другой не были ещё героями комедийных боевиков и играют свои роли со всей серьёзностью.
Режиссёр фильма, Коллицци, явно многое позаимствовал у своего земляка Серджо Леоне, с которым, кстати, очень дружил: те же мрачные небритые лица, те же молниеносные выхватывания револьверов из кобуры.
Фильм не имеет никакого отношения к фильму «Джанго» с Франко Неро в главной роли. Приставку «Джанго» добавили немецкие прокатчики для привлечения внимания поклонников этого успешного фильма.

## В ролях
- Теренс Хилл — Кэт Стивенс
- Бад Спенсер — Хатч Бэсси
- Джина Ровере — Роза
- Франк Вольф — Билл Сан Антонио
- Франк Брана — игрок в покер
- Хосе Мануэль Мартин — Бад